# 禰津良子
禰津 良子（ねづ りょうこ）は、日本の女優。

## 出演作品

### 映画
- ノサップの銃(1961年) - ミツ子
- 恋をするより得をしろ(1961年) - 玲子
- 俺はトップ屋だ 第二の顔(1961年) - 浅井マリ
- 俺はトップ屋だ 顔のない美女(1961年) - 猪ユリ
- 東京騎士隊(1961年) - 利根順子
- くたばれ愚連隊(1960年) - 加代子、ミヨ
- よせよ恋なんて(1960年) - 布田杏子
- すべてが狂ってる(1960年) - 谷敏美